# Andronico Ducas
Andronico Ducas (in greco Ανδρόνικος Δούκας?, Andronikos Doukas; in latino Andronicus Ducas; ... – 14 ottobre 1077) è stato un generale bizantino, protovestiarios e protoproedros dell'impero bizantino.

## Famiglia
Andronico Ducas nacque dall'unione del cesare Giovanni Ducas e di Irene Pegonitissa. Suo padre era fratello dell'imperatore bizantino Costantino X Ducas. Suo nonno materno era Niceta Pegonite. Lo stesso Andronico era cugino di Michele VII Ducas.

## Vita a corte
Andronico fece parte, con lo zio Costantino X, della corte bizantina, ma dopo la morte di quest'ultimo, avvenuta nel maggio del 1068, salì al trono Romano IV il secondo marito della basilissa Eudocia Macrembolitissa, vedova di Costantino. Costui non era ben visto né da Andronico, né dalla famiglia dei Ducas, soprattutto dal padre Giovanni. Tutti iniziarono a tramare contro il nuovo imperatore, con la speranza di insediare un Ducas sul trono. Andronico non sopportava Romano, e dimostrava apertamente il suo odio nei confronti del nuovo imperatore.

## Battaglia di Manzicerta

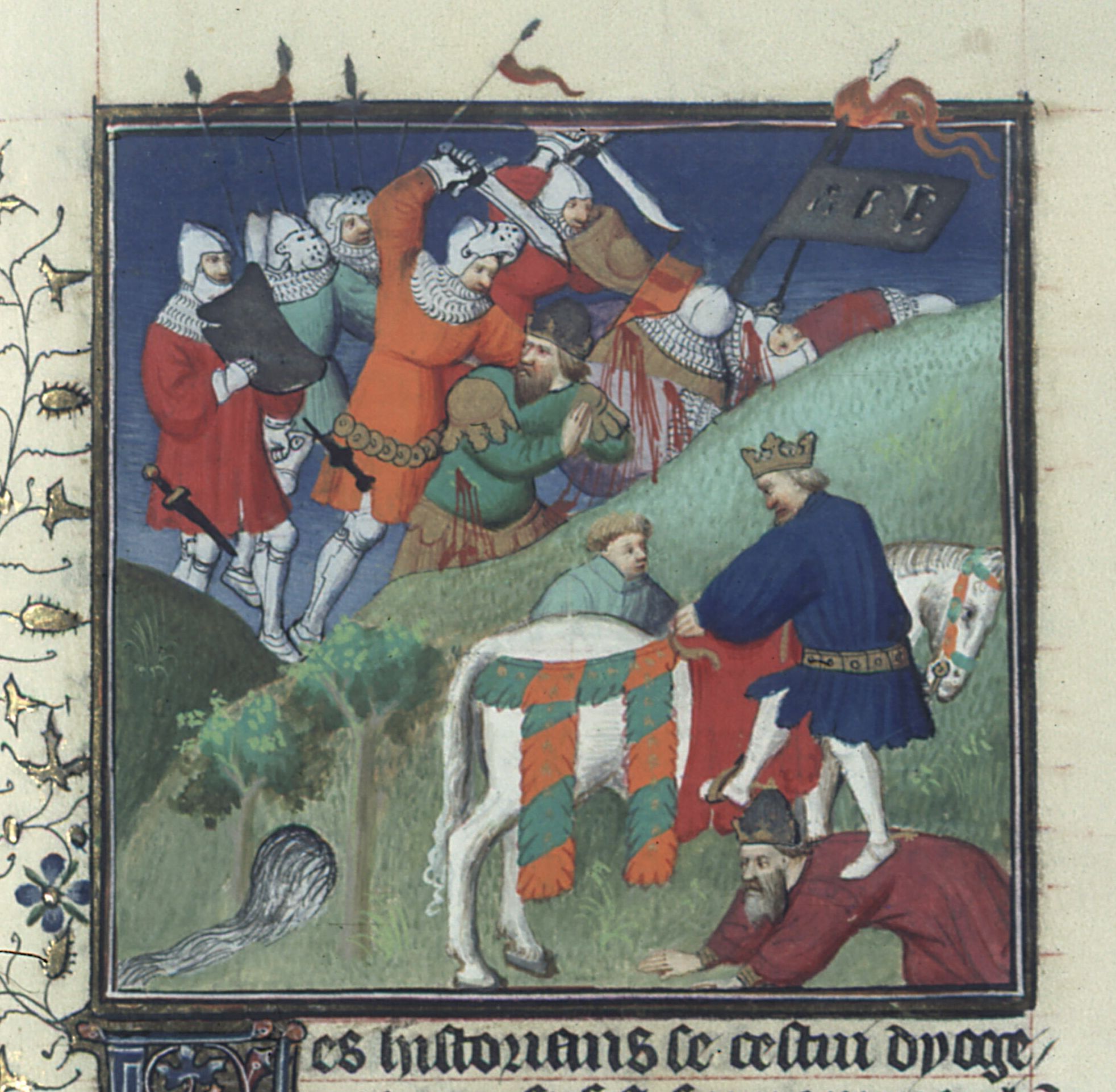
Raffigurazione della battaglia di Manzikert, in alto l'esercito di Romano IV Diogene mentre viene massacrato, e sotto il capo dei selgiuchidi Alp Arslan.

Stranamente Romano IV decise di portare con sé Andronico, per combattere i turchi selgiuchidi, in quella che poi sarebbe stata la battaglia di Manzicerta. Ad Andronico fu assegnato il compito di comandare la retroguardia bizantina, i cosiddetti "coscritti della nobiltà", costituita da 20000 uomini. Suo compito consisteva, qualora un settore dello schieramento bizantino si fosse indebolito, di mandare sul posto i soldati della retroguardia, per non permetterne lo sfondamento da parte del nemico. Verso il tardo pomeriggio del 26 agosto 1071, l'esercito bizantino ingaggiò battaglia contro i turchi selgiuchidi, che erano comandati da Alp Arslan. Romano IV aveva appena dato l'ordine di tornare all'accampamento, quando iniziò l'attacco. L'esercito bizantino, colto di sorpresa, fu preso dal panico, con l'ala destra in completo sbandamento e il centro,  dove si trovava l'imperatore, attaccato con violenza. Si era sparsa addirittura la falsa voce che l'imperatore fosse morto, voce che raggiunse Andronico. Costui la accettò con soddisfazione, tanto che ordinò ai suoi uomini la ritirata, e a loro si unirono anche i mercenari francesi, lasciando così gli altri 20000 soldati bizantini agli ordini dell'Imperatore, in balìa del nemico, e senza rinforzi. Gli storici stigmatizzarono quest'atto che Andronico compì per tradire Romano IV assicurando così l'Impero a un esponente della sua famiglia. A salire al trono fu infatti suo cugino Michele VII Ducas, ma la battaglia di Manzicerta fu persa. Con ogni probabilità i bizantini avrebbero vinto senza questo suo tradimento. L'avvenimento sembrò quasi preannunciare la successiva caduta dell'impero bizantino, visto che, con questa sconfitta, i bizantini persero la massima parte dell'Asia Minore.

## Usurpazione al trono da parte dei Ducas
Fuggito dal campo di battaglia, Andronico si diresse subito con il suo esercito a Costantinopoli. Nella capitale c'era il padre Giovanni che lo attendeva con il fratello Costantino Ducas. Costoro si erano assicurati la fedeltà delle guardie variaghe che vennero divise in due gruppi: il primo accompagnò Giovanni, e l'altro Andronico. Giovanni si recò negli appartamenti dell'imperatrice e l'arrestò, mentre Andronico con i suoi uomini si impadronì del palazzo imperiale e proclamò il cugino Michele VII, Basilues di Bisanzio. Eudocia obbligata al convento, mentre Michele VII fu proclamato imperatore a Santa Sofia e incoronato dal patriarca di Costantinopoli in persona, come voleva la tradizione bizantina.
Nel 1072 Romano IV fu liberato da Alp Arslan dopo aver giurato che l'impero bizantino avrebbe pagato subito, un milione di pezzi d'oro, cui si sarebbe aggiunto un tributo annuale di altri trentaseimila pezzi. Arrivata la notizia a Costantinopoli, l'Imperatore Michele VII capì che doveva agire, e quindi assegnò tre eserciti, uno ad Andronico, uno a Costantino, e l'ultimo, il maggiore, al cesare Giovanni. Nel frattempo Romano aveva radunato i resti della sua vecchia armata, e in più si erano uniti a lui uomini di Alp Arslan, che avevano interesse ad insediarlo nuovamente sul trono di Bisanzio, affinché costui potesse pagare il tributo promesso. Romano IV venne ripetutamente sconfitto da Giovanni e in Cilicia depose le armi davanti all'esercito di Andronico. In cambio della promessa che non gli fosse fatto alcun male, si impegnò a non rivendicare in futuro il trono: promise infatti di ritirarsi a vita privata in un monastero. Stranamente Andronico acconsentì nonostante l'odio che nel passato aveva nutrito nei suoi confronti. Romano IV fu messo a cavallo di un mulo, e schernito per più di ottocento chilometri (da Adana a Cotiaeum). Il 29 giugno del 1072, contrariamente ai patti stipulati, il prigioniero fu accecato. Andronico stesso era contrario a quell'atto, voluto invece da Costantino e Giovanni. Raggiunta Costantinopoli, l'imperatore Michele VII inviò Romano in un monastero dell'isola di Proti, dove egli morì lo stesso anno, a causa delle ferite riportate mentre gli strappavano gli occhi.

## Ultimi anni
Nel 1074, insieme al padre Giovanni, Andronico guidò l'esercito imperiale contro i mercenari ribelli condotti da Roussel di Bailleul. Entrambi però vennero catturati. Andronico, ferito e bisognoso di cure che poteva trovare solo a Costantinopoli, venne liberato. La sua salute sembrò migliorare per alcuni anni, ma il 14 ottobre del 1077 morì a causa di un edema.

## Famiglia
Andronico Ducas si sposò con Maria di Bulgaria, figlia di Troian, quest'ultimo era un figlio dell'imperatore Ivan Vladislav di Bulgaria. Da questa unione nacquero almeno cinque figli:
- Michele Ducas.
- Giovanni Ducas.
- Irene Ducaena moglie di Alessio I Comneno.
- Anna Ducaena moglie di Giorgio Paleologo.
- Teodora Ducaena.